# Panicum racemosum
Panicum racemosum är en gräsart som först beskrevs av Ambroise Marie François Joseph Palisot de Beauvois, och fick sitt nu gällande namn av Spreng.. Panicum racemosum ingår i släktet vipphirser, och familjen gräs. Inga underarter finns listade i Catalogue of Life.